# Pabellón de Uruguay en la Exposición de 1929

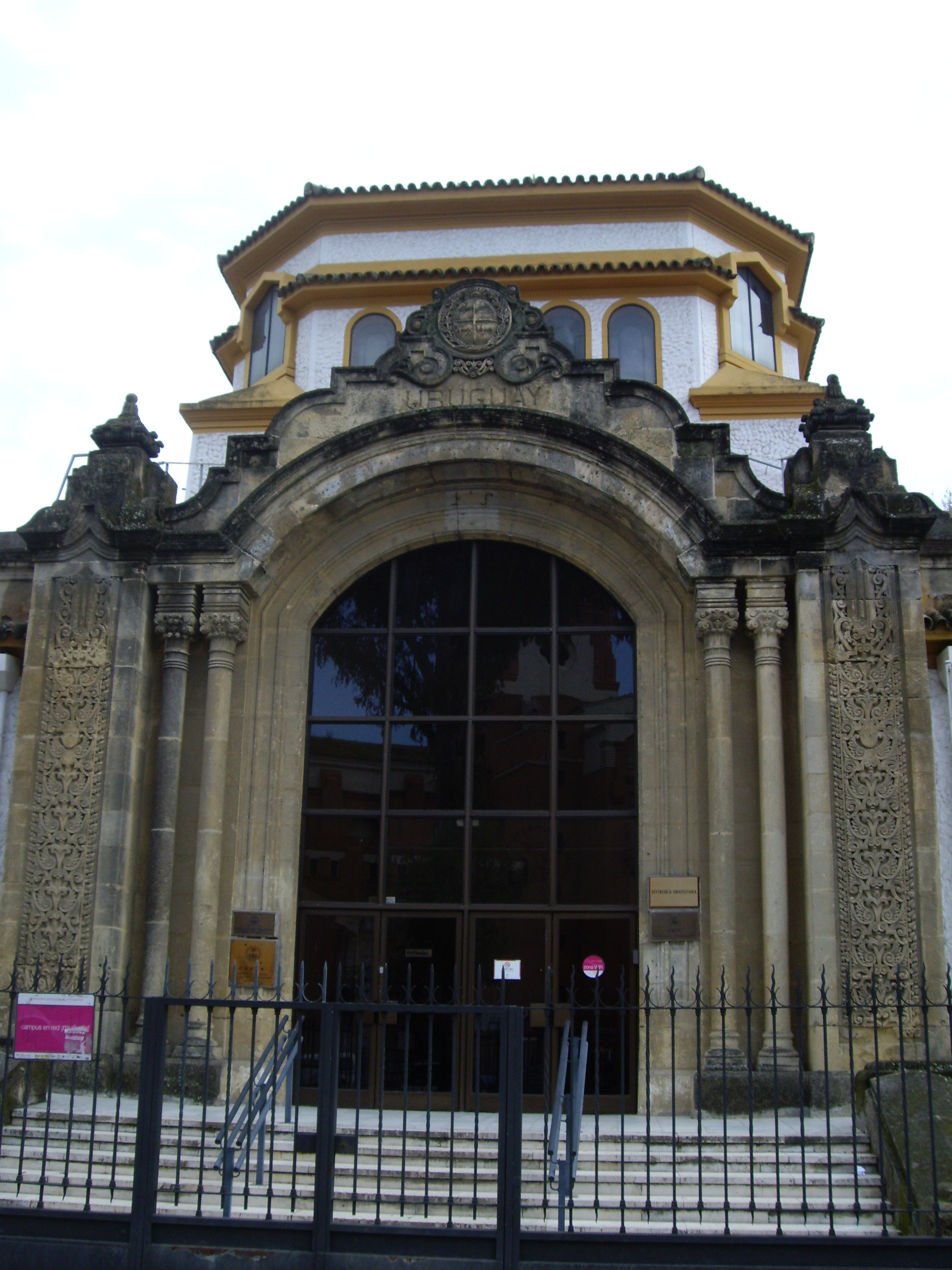
Entrada del Pabellón de Uruguay

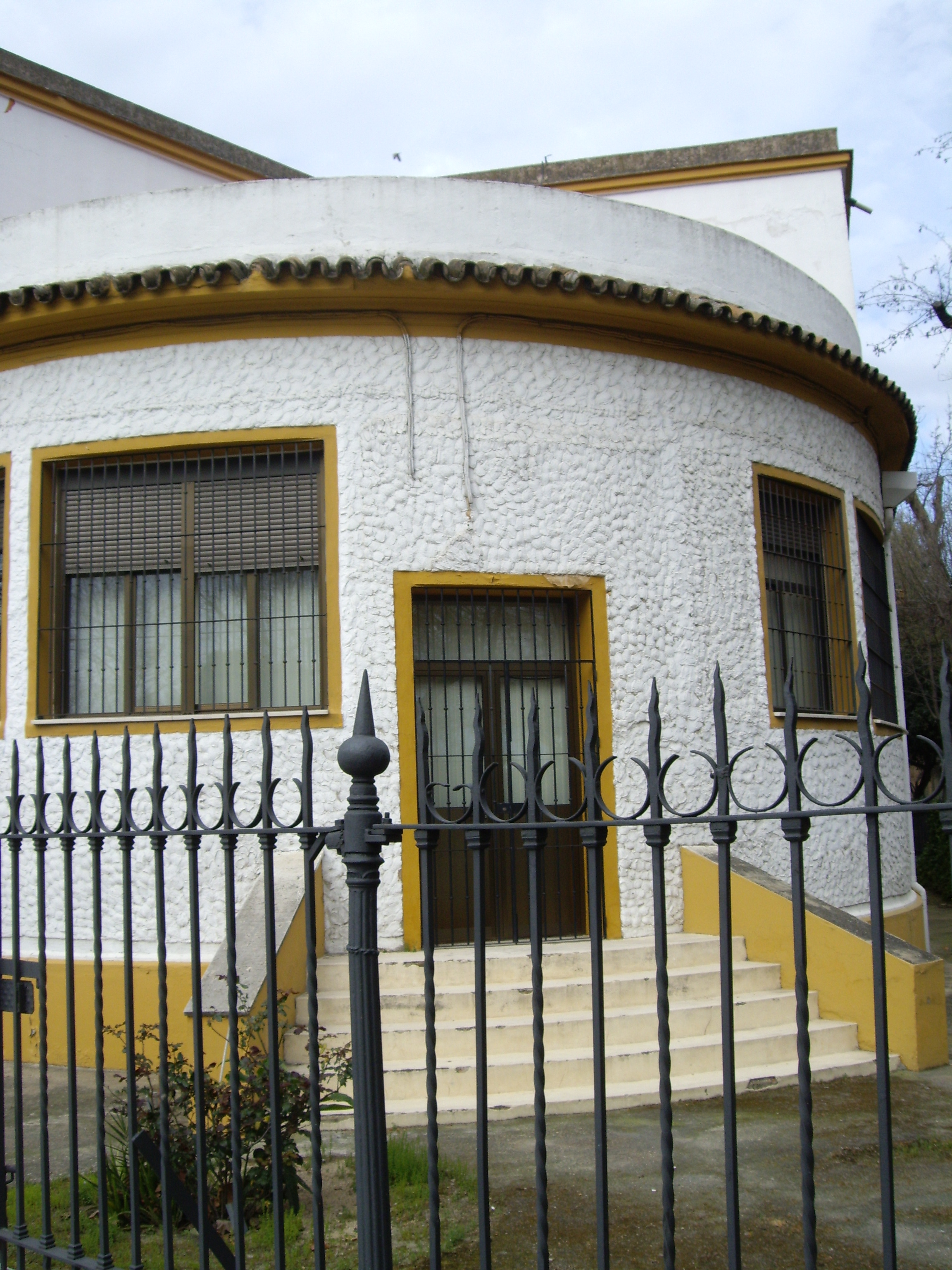
Parte trasera del pabellón, que da al Paseo de las Delicias de Sevilla

El pabellón de Uruguay de la Exposición Iberoamericana de Sevilla de 1929 es un proyecto del arquitecto Antonio Mauricio Cravotto Schiavon. Actualmente es sede del Consejo de Alumnos de la Universidad de Sevilla, además de ser un centro de conferencias y exposiciones, de clases de baile y también un lugar donde se realizan gestiones administrativas.

## Situación
Se encuentra dentro de los desestructurados jardines del Palacio de San Telmo, y está situado en la avenida de Chile, número 2, de Sevilla; dando su fachada posterior al paseo de las Delicias.
Se localiza entre los pabellones internacionales de Chile, Estados Unidos y Perú, y junto a la biblioteca pública.

## Historia
A pesar de que el gobierno de la República Oriental de Uruguay aceptó en 1911 la invitación del gobierno español para participar en la Exposición Iberoamericana, lo cual se ratificó en 1913 tras la celebración de los actos conmemorativos del centenario de las Cortes de Cádiz, en 1925 el Consejo Nacional revocaba tal decisión al considerarse un gasto innecesario.
Sin embargo, la colonia de españoles en ese país, con el embajador en Montevideo a la cabeza, fomentarían la presencia uruguaya mediante una campaña en su favor de la que se haría eco la prensa. Fruto de ello se propuso el proyecto de un pabellón de 1.000 m² con dos cobertizos para el ganado vacuno y lanar, en los que se mostraran los productos industriales, rurales y manufactureros, además de aspectos de la cultura, el arte y la administración del país.
Por fin, tras su debate por la cámara del Congreso de los Diputados, el 11 de mayo de 1927 se aprobaba la concurrencia uruguaya al evento sevillano, dotándose al proyecto de 80.000 pesos que serían ampliados a 100.000 para que la construcción a edificar fuera permanente, ya que se pretendía instalar en él posteriormente al consulado uruguayo y una biblioteca denominada «América de Uruguay».
Se constituyó un comité organizador que convocaría un concurso dirigido a arquitectos residentes en el país, a los que se les puso de plazo hasta el 3 de septiembre, y, en el condicionado del proyecto, que resultara económico y que fuera armonioso con el estilo arquitectónico predominante en el sur de España. Se presentaron 19 proyectos.
Designado en diciembre, el comisario de la representación uruguaya Torres Insargarat se instala en Sevilla, en el consulado de la calle Bamberg, número 3, desde donde gestiona la cesión de una parcela por un período de 75 años. Inicialmente iba a ser la contigua a la de México, pero al haber sido adjudicada a Brasil, finalmente se le otorgaría la situada entre las de Estados Unidos y Chile. El 8 de junio de 1928 le fue entregada por el Ayuntamiento pendiente de escrituración.
El proyecto que resultó premiado en el concurso fue el del arquitecto Mauricio Cravotto, siendo el pabellón terminado en 1928, actuando Emilio Conforte como director de las obras y Manuel Álvarez como contratista.
El arquitecto Salvador Camoyán Pérez ejecutaría obras de reparación y conservación del inmueble en 1982, para su utilización en tareas de gestión administrativa de la Universidad de Sevilla. El espacio interior del pabellón se ha visto modificado, habiendo sufrido su fragmentación, para adaptarse a los fines administrativos de su nuevo uso; si bien los cambios no han llegado a afectar de manera significativa a su exterior.

## Pabellón
La planta del edificio es triangular y se forma por la intersección de una nave, que ocupa transversalmente la fachada a la avenida de Chile, con el eje perpendicular a ella que parte de la portada frente al pabellón chileno y termina en el vértice o punto trasero de la edificación, lugar desde el que parten las fachadas que conectan con los extremos de la nave antes referida, dando una fachada a la biblioteca, situada al Sureste, y la otra al paseo de las Delicias, al Oeste; en el eje descrito se sitúan sendos accesos, siendo el de la portada su entrada principal neobarroca.
La casi perfecta simetría bilateral del conjunto sólo se rompe por la existencia de un módulo al frente de la nave que partiendo de la portada llega al ángulo noroeste, hasta un quiosco de uso hostelero presente en la esquina de la manzana, y que carece de la oportuna correspondencia en el otro sentido. Este diseño geométrico obedece a la peculiar fisonomía de la parcela en la que le correspondía su construcción, la cual contaba con una superficie de  2.324 m².
El edificio forma un triángulo con aristas romas y consta de una crujía perimetral que reproduce en su interior esa misma geometría en un salón central, el cual queda al frente del vestíbulo de la entrada ubicada en el centro de la nave transversal antedicha, existiendo sendas estancias a ambos lados de tal vestíbulo central. Estos espacios de la entrada y el salón central forman con la nave principal una disposición que se asemeja a la de una planta de cruz latina con un crucero central, en el que se halla el vestíbulo, y sobre el que se levanta un cimborrio octogonal.
Exteriormente, la sobria volumetría, la ornamentación neobarroca de la portada y la complejidad compositiva de la planta reflejan las influencias colonial, criolla y europea que responden a la estética nacionalista de la arquitectura uruguaya.